# Aconitum kitadakense
Aconitum kitadakense är en ranunkelväxtart som beskrevs av Takenoshin Nakai. Aconitum kitadakense ingår i släktet stormhattar, och familjen ranunkelväxter. Utöver nominatformen finns också underarten A. k. sakuraii.